# Овчярско
Овчярско (словац. Ovčiarsko) — село, громада округу Жиліна, Жилінський край, регіон Горне Поважіє. Кадастрова площа громади — 4,89 км².
Населення 638 осіб (станом на 31 грудня 2017 року).

## Історія
Овчярско згадується 1289 року.

## Населення
| Рік:            | 1994. | 2004.    | 2014.    | 2024.    |
| --------------- | ----- | -------- | -------- | -------- |
| Кількість осіб: | 423   | 483      | 621      | 744      |
| Різниця:        |       | +14,18 % | +28,57 % | +19,80 % |

| Рік:            | 2023. | 2024.   |
| --------------- | ----- | ------- |
| Кількість осіб: | 735   | 744     |
| Різниця:        |       | +1,22 % |